# ATP-toernooi van Rio de Janeiro
Het ATP-toernooi van Rio de Janeiro (ook bekend onder de naam Banespa Open) is een tennistoernooi van de ATP-Tour dat in 1989 en 1990 plaatsvond op speciaal in de open lucht aangelegde tapijtbanen op het strand van de Copacabana. Sinds 2014 wordt dit toernooi weer georganiseerd, en nu op gravelbanen. Het toernooi behoort sinds 2014 tevens tot de 'Golden Swing', een reeks graveltoernooien in Latijns-Amerika die plaatsvinden in de maand februari.
In 2012 werd bekend dat er vanaf 2014 weer een tennistoernooi in Rio de Janeiro zou plaatsvinden. Het sportagentschap IMG had de ATP World Tour 500-licentie van het ATP-toernooi van Memphis overgekocht. Het ATP-toernooi van Memphis ging verder in de categorie ATP World Tour 250.
In 2017 gaf de toernooidirecteur Luiz Carvalho aan, graag naar hardcourt te willen switchen, om zodoende meer topspelers naar het toernooi te trekken. Dit verzoek is echter tot op heden niet ingewilligd door de ATP.

## Finales

### Enkelspel
| Datum      | Ondergrond     | Winnaar                            | Verliezend finalist                | Uitslag                            | Details                            |
| ---------- | -------------- | ---------------------------------- | ---------------------------------- | ---------------------------------- | ---------------------------------- |
| 10-04-1989 | Tapijt, buiten | Luiz Mattar (1)                    | Martín Jaite                       | 6-4, 5-7, 6-4                      | Details                            |
| 02-04-1990 | Tapijt, buiten | Luiz Mattar (2)                    | Andrew Sznajder                    | 6-4, 6-4                           | Details                            |
| 1991-2013  | Geen toernooi  | Geen toernooi                      | Geen toernooi                      | Geen toernooi                      | Geen toernooi                      |
| 17-02-2014 | Gravel, buiten | Rafael Nadal                       | Oleksandr Dolgopolov               | 6-3, 7-6(3)                        | Details                            |
| 16-02-2015 | Gravel, buiten | David Ferrer                       | Fabio Fognini                      | 6-2, 6-3                           | Details                            |
| 15-02-2016 | Gravel, buiten | Pablo Cuevas                       | Guido Pella                        | 6-4, 6-7(5), 6-4                   | Details                            |
| 17-02-2017 | Gravel, buiten | Dominic Thiem                      | Pablo Carreño Busta                | 7-5, 6-4                           | Details                            |
| 25-02-2018 | Gravel, buiten | Diego Schwartzman                  | Fernando Verdasco                  | 6-2, 6-3                           | Details                            |
| 24-02-2019 | Gravel, buiten | Laslo Djere                        | Félix Auger-Aliassime              | 6-3, 7-5                           | Details                            |
| 23-02-2020 | Gravel, buiten | Christian Garín                    | Gianluca Mager                     | 7-6(3), 7-5                        | Details                            |
| 2021       | Gravel, buiten | Afgelast vanwege de coronapandemie | Afgelast vanwege de coronapandemie | Afgelast vanwege de coronapandemie | Afgelast vanwege de coronapandemie |
| 20-02-2022 | Gravel, buiten | Carlos Alcaraz                     | Diego Schwartzman                  | 6–4, 6–2                           | Details                            |
| 26-02-2023 | Gravel, buiten | Cameron Norrie                     | Carlos Alcaraz                     | 5–7, 6–4, 7–5                      | Details                            |
| 25-02-2024 | Gravel, buiten | Sebastián Báez                     | Mariano Navone                     | 6–2, 6–1                           | Details                            |
| 23-02-2025 | Gravel, buiten | Sebastián Báez                     | Alexandre Müller                   | 6–2, 6–3                           | Details                            |

### Dubbelspel
| Datum      | Ondergrond     | Winnaars                                          | Verliezend finalisten                     | Uitslag                            | Details                            |
| ---------- | -------------- | ------------------------------------------------- | ----------------------------------------- | ---------------------------------- | ---------------------------------- |
| 10-04-1989 | Tapijt, buiten | Jorge Lozano Todd Witsken                         | Patrick McEnroe Tim Wilkison              | 2-6, 6-4, 6-4                      | Details                            |
| 02-04-1990 | Tapijt, buiten | Brian Garrow Sven Salumaa                         | Nelson Aerts Fernando Roese               | 7-5, 6-3                           | Details                            |
| 1991-2013  | Geen toernooi  | Geen toernooi                                     | Geen toernooi                             | Geen toernooi                      | Geen toernooi                      |
| 17-02-2014 | Gravel, buiten | Juan Sebastián Cabal (1) Robert Farah Maksoud (1) | David Marrero Marcelo Melo                | 6-4, 6-2                           | Details                            |
| 16-02-2015 | Gravel, buiten | Martin Kližan Philipp Oswald                      | Pablo Andújar Oliver Marach               | 7-6(3), 6-4                        | Details                            |
| 15-02-2016 | Gravel, buiten | Juan Sebastián Cabal (2) Robert Farah Maksoud (2) | Pablo Carreño Busta David Marrero         | 7-6(5), 6-1                        | Details                            |
| 17-02-2017 | Gravel, buiten | Pablo Cuevas Pablo Carreño Busta                  | Juan Sebastián Cabal Robert Farah Maksoud | 6-4, 5-7, [10-8]                   | Details                            |
| 24-02-2018 | Gravel, buiten | David Marrero Fernando Verdasco                   | Nikola Mektić Alexander Peya              | 5-7, 7-5, [10-8]                   | Details                            |
| 23-02-2019 | Gravel, buiten | Máximo González (1) Nicolás Jarry                 | Thomaz Bellucci Rogério Dutra da Silva    | 6-7(3), 6-3, [10-7]                | Details                            |
| 23-02-2020 | Gravel, buiten | Marcel Granollers Horacio Zeballos                | Salvatore Caruso Federico Gaio            | 6-4, 5-7, [10-7]                   | Details                            |
| 2021       | Gravel, buiten | Afgelast vanwege de coronapandemie                | Afgelast vanwege de coronapandemie        | Afgelast vanwege de coronapandemie | Afgelast vanwege de coronapandemie |
| 20-02-2022 | Gravel, buiten | Simone Bolelli Fabio Fognini                      | Jamie Murray Bruno Soares                 | 7–5, 6–7(2), [10–6]                | Details                            |
| 26-02-2023 | Gravel, buiten | Máximo González (2) Andrés Molteni                | Juan Sebastián Cabal Marcelo Melo         | 6–1, 7–6(3)                        | Details                            |
| 25-02-2024 | Gravel, buiten | Nicolás Barrientos Rafael Matos (1)               | Alexander Erler Lucas Miedler             | 6–4, 6–3                           | Details                            |
| 23-02-2025 | Gravel, buiten | Rafael Matos (2) Marcelo Melo                     | Pedro Martínez Jaume Munar                | 6–2, 7–5                           | Details                            |

## Statistieken

### Meeste enkelspeltitels
| Aantal titels | Speler         | Jaren      |
| ------------- | -------------- | ---------- |
| 2             | Luiz Mattar    | 1990, 1989 |
| 2             | Sebastián Báez | 2024, 2025 |

(Bijgewerkt t/m 2025)

### Meeste enkelspeltitels per land
| Aantal titels | Land       |
| ------------- | ---------- |
| 3             | Argentinië |
| 3             | Spanje     |
| 2             | Brazilië   |

(Bijgewerkt t/m 2025)
1989 · 1990 · 1991–2013 · 2014 · 2015 · 2016 · 2017 · 2018 · 2019 · 2020 · 2021 · 2022 · 2023 · 2024 · 2025
ITF-toernooien (mannen en vrouwen)

ATP-toernooien (mannen) – ATP-seizoen 2025

WTA-toernooien (vrouwen) – WTA-seizoen 2025

Voormalige toernooien mannen
Voormalige toernooien vrouwen
Voormalige amateurtoernooien